# Bonda-Samtfledermaus
Die Bonda-Samtfledermaus (Molossus currentium) ist eine Fledermausart aus der Familie der Bulldoggfledermäuse (Molossidae), welche in Zentral- und Südamerika beheimatet ist.

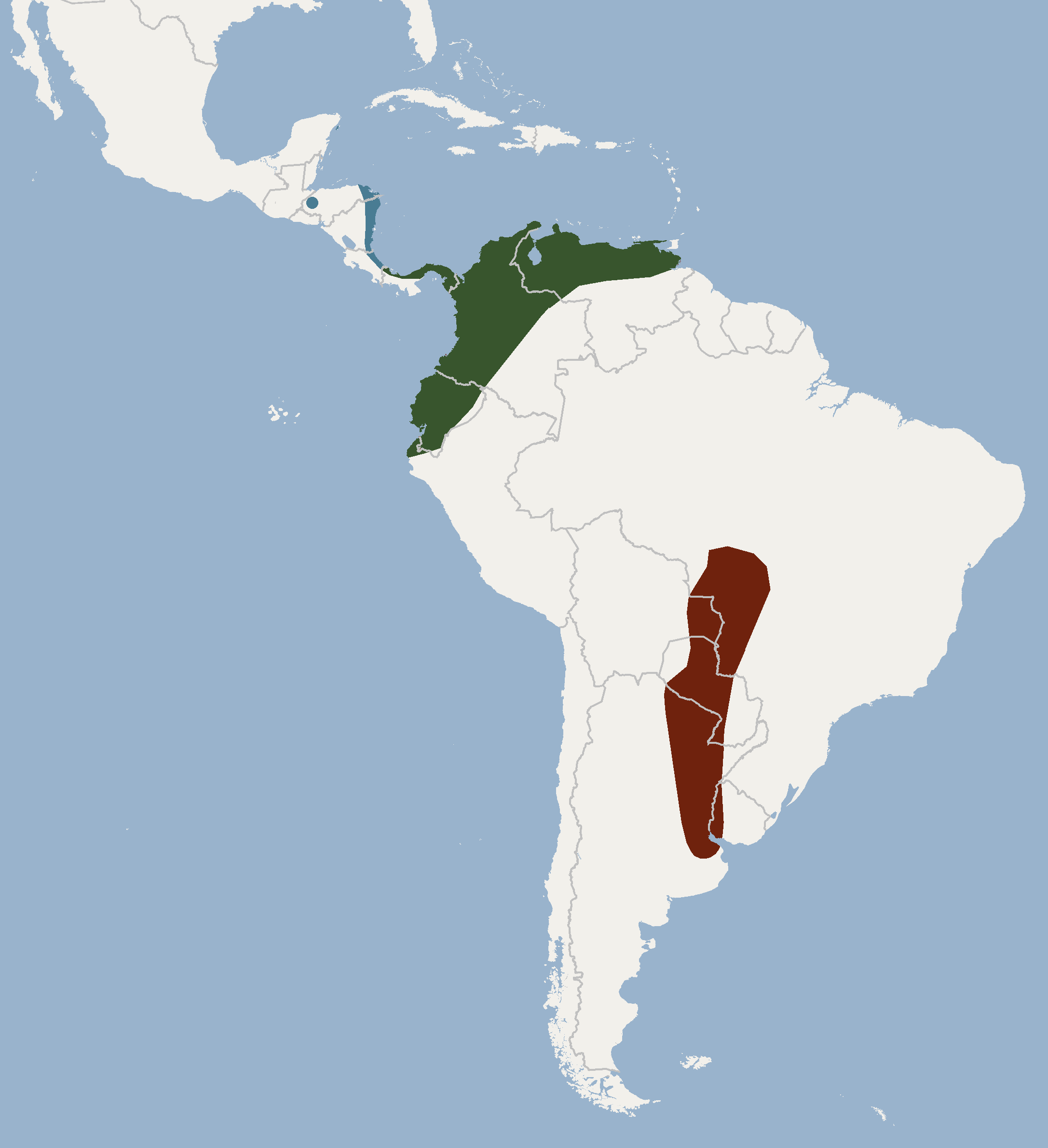
Verbreitungsgebiet der Bonda-Samtfledermaus unterteilt in die drei Unterarten M. c. currentium (rot), M. c. bondae (grün) und M. c. robustus (blau)

## Verbreitung & Taxonomie
Es werden drei Unterarten der Bonda-Samtfledermaus unterschieden:
- Molossus currentium currentium Thomas 1901, Argentinien bis Brasilien
- Molossus currentium bondae Allen 1904, Kolumbien, Ecuador und Panama
- Molossus currentium robustus López-González & Presley 2001, Honduras bis Costa Rica

Die Bonda-Samtfledermaus wurde bis 2001 als Molossus bondae bezeichnet, basierend auf einem Holotyp, welcher 1904 in Bonda (Kolumbien) gesammelt wurde. Der Zoologe Joel Asaph Allen benannte daraufhin die Art als Molossus bondae. Drei Jahre zuvor beschrieb Oldfield Thomas dieselbe Art als eine Unterart von Molossus obscurum und nannte sie Molossus obscurum currentium. Später wurde ihr der Artstatus anerkannt und sie somit in Molossus currentium umbenannt. Eine 2001 veröffentlichte Studie konnte jedoch zeigen, dass Molossus bondae mit Molossus obscurum currentium identisch ist, und somit die Art tatsächlich zweimal unabhängig voneinander beschrieben wurde. Nach der gängigen Regel der Nomenklatur in der Biologie wird die Art nach dem Erstbeschreiber benannt und heißt daher seit 2001 offiziell Molossus currentium Thomas, 1901.

## Beschreibung
Die Bonda-Samtfledermaus erreicht eine Kopf-Rumpf-Länge von etwa 70 mm, und ein Gewicht von durchschnittlich 18 g, wobei die Weibchen größer sind als die Männchen. Der Schwanz kann bis zu 40 mm lang werden. Das Fell der Bonda-Samtfledermaus ist 2–2,5 mm lang und erscheint am Rücken meist rötlich braun. Individuen können jedoch unterschiedlich gefärbt sein, von Orange-Braun bis zu Schwarz.

## Lebensweise
Die Bonda-Samtfledermaus lebt hauptsächlich in Wäldern. Die Art ist streng insektivor und wahrscheinlich auf Nachtfalter spezialisiert. Kolonien findet man nebst in Höhlen, Felsspalten und hohlen Bäumen in Gebäuden, wo die Tiere in den engen Zwischenräumen unter dem Dach extreme Temperaturen aushalten können. Manchmal findet man im selben Gebäude mit einer Kolonie von Bonda-Samtfledermäusen auch Sinaloa-Samtfledermäuse (Molossus sinaloae). Die Weibchen der Bonda-Samtfledermaus sind polyöstrisch und bringen jeweils ein einzelnes Jungtier zur Welt.

## Gefährdung
Der Bestand wird von der IUCN dank der weiten Verbreitung und großen Populationen als stabil und ungefährdet eingestuft.